# Won Through a Medium
Won Through a Medium è un cortometraggio muto del 1911 diretto da Mack Sennett e interpretato da Dell Henderson e Grace Henderson.

## Produzione
Il film fu prodotto dalla Biograph Company.

## Distribuzione
Distribuito dalla General Film Company, il film - un cortometraggio di 142,3 metri - uscì nelle sale cinematografiche statunitensi il 13 novembre 1911. Nelle proiezioni, veniva programmato con il sistema dello split reel, accorpato in un'unica bobina con un altro cortometraggio prodotto dalla Biograph, la commedia Dooley's Scheme.